# Ulla Steinle
Ulla Steinle es una deportista alemana que compitió para la RFA en piragüismo en la modalidad de eslalon. Ganó dos medallas en el Campeonato Mundial de Piragüismo en Eslalon, oro en 1987 y plata en 1985.

## Palmarés internacional
| Campeonato Mundial | Campeonato Mundial            | Campeonato Mundial | Campeonato Mundial |
| Año                | Lugar                         | Medalla            | Competición        |
| ------------------ | ----------------------------- | ------------------ | ------------------ |
| 1985               | Augsburgo (RFA)               | Medalla de plata   | K1 por equipos     |
| 1987               | Bourg-Saint-Maurice (Francia) | Medalla de oro     | K1 por equipos     |